# Вишгород (археологічна пам'ятка)

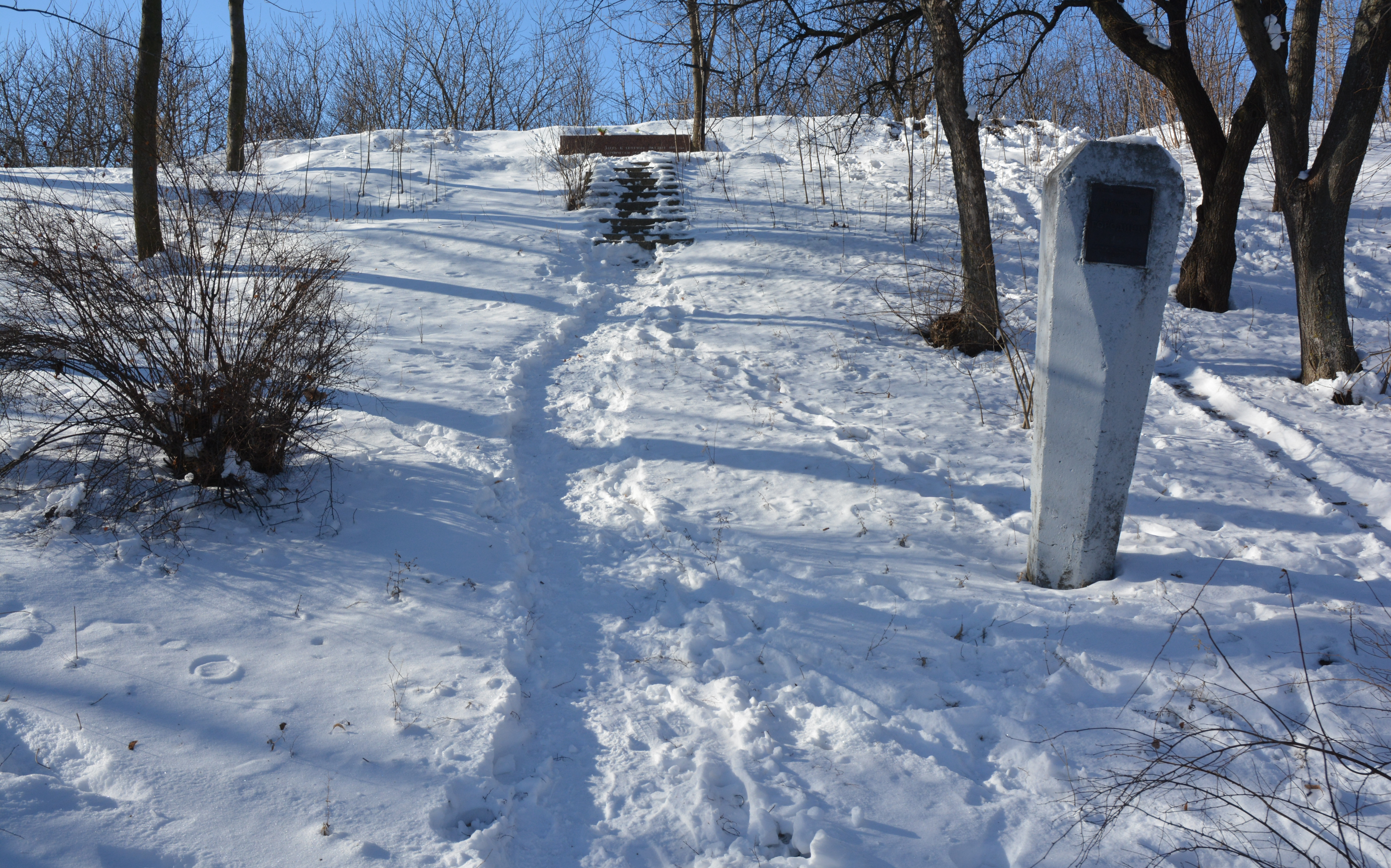
Городище міста Вишгорода

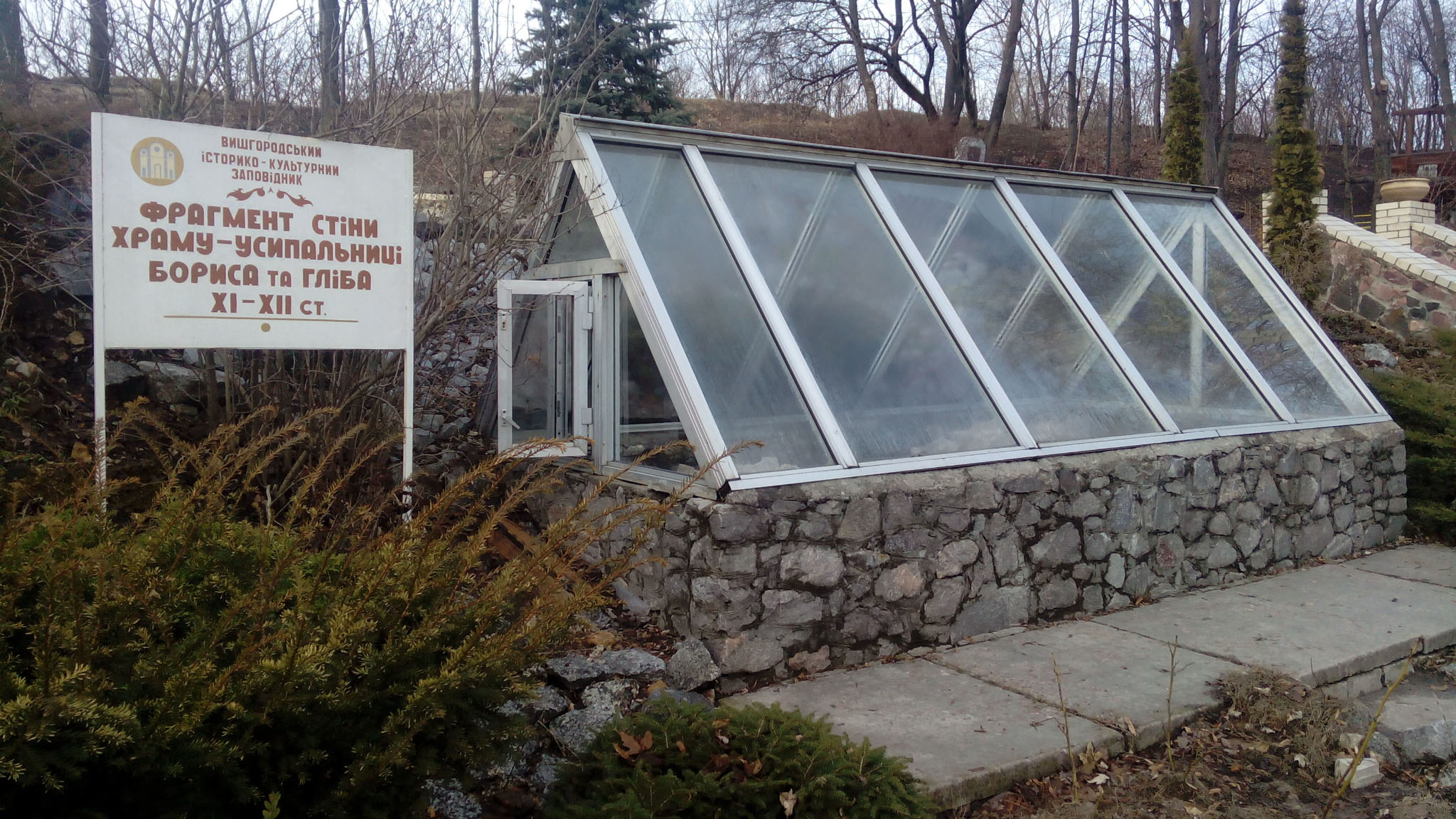
Фргамент стіни храму-усипальні Бориса та Гліба

Вишгород (археологічна пам'ятка) — археологічна пам'ятка, давньоруське місто на території сучасного міста Вишгорода. Пам'ятка лежить на березі Київського водосховища на Дніпрі. Місто вперше згадується в «Повісті врем'яних літ» під 946 як резиденція великої княгині Ольги — «Ольжин град», і близько середини 10 століття у творі Костянтина VII Багрянородного «Про управління імперією». За археологічними джерелами, городище — укріплений дитинець міста, виникло не раніше 10 століття. Давній Вишгород слугував «приступною» до Києва, де сиділи сини великих князів або інші претенденти на київський престол. Місто протягом певного часу виконувало роль заміської резиденції великих київських князів, тут у лютому 1054 помер Ярослав Мудрий.
Значний економічний розвиток міста підтверджують знахідки в так званому кварталі металургів і майстерень склоробного, ювелірного, ковальського та гончарного виробництв. З містом пов'язане пошанування перших руських святих Бориса і Гліба — синів київського князя Володимира Святославича. Вони були поховані 1015 року (Борис) і 1020 року (Гліб) в дерев'яній церкві святого Василія, канонізовані православною церквою близько 1072 і перенесені 1115 в мурований храм. Після монголо-татарської навали 1240 Вишгород не загинув: на дитинці знайдені матеріали 14-15 століть. У 15 столітті існував Вишгородський прикомірок. Занепад міста можна пов'язати з нападами на Київщину кримського хана Менґлі I Ґерая після 1482. Відновлення «пустого неоселеного» городища як замку і містечка відбулося 1607 після його передачі в оренду київському хорунжому Гаврилі Гойському. 1662 року Вишгород зруйнували. Наприкінці 17 століття Вишгород відновлюється як село у володінні Києво-Межигірського Спасо-Преображенського монастиря.
Наукові дослідження міста почалися 1934 року. 1935 дитинець площею близько 9 га оголошено заповідною зоною, 1991 складено історико-архітектурний опорний план міста з охоронною зоною окольного міста.